# Bombus variabilis
Bombus variabilis (saknar svenskt namn) är en insekt i överfamiljen bin (Apoidea) och släktet humlor (Bombus) som lever i Nordamerika och Mellanamerika.

## Taxonomi
Ett antal forskare föreslog 1998 och 2014 att Bombus intrudens, Bombus guatemalensis, Bombus sololensis och Bombus mysticus skulle betraktas som synonymer till Bombus variabilis. Andra  forskare var emellertid initiellt inte eniga, främst på grund att inga DNA-analyser kunde presenteras på grund av artens extrema sällsynthet. Inledningsvis var det också oenighet om vad arten skulle heta: Vissa experter var eniga om att artgruppen skulle utgöra en art, men ville kalla den Bombus intrudens i stället, på grund av att detta namn var det äldsta namnet i artgruppen. Numera har emellertid IUCN-rapporterna för arterna i artgruppen utom Bombus variabilis dragits in; arten kallas alltså Bombus variabilis, och det förefaller som om det namnet är allmänt accepterat.

## Beskrivning
Huvudet är svarthårigt; hjässan har dock en gul tofs, tydligast hos hanen. Mellankroppens främsta del är gul, i övrigt svart. Honans bakkropp är helt svart, hanen kan ha ett gult band mitt på bakkroppen (tergiterna 3 och 4). Längden är 17 till 19 mm för honan, 14 till 17 mm för hanen.

## Ekologi
Humlan är en snylthumla som saknar arbetare; honan tar över en annan humlearts bo, vanligen Bombus pensylvanicus, och låter arbetarna i detta föda upp sina ungar.
I likhet med hanarna hos många andra humlearter är hanarna av denna art "patrullerare", det vill säga under parningstiden flyger de runt längs en förbestämd bara där de avsätter feromoner på uppstickande objekt längs vägen för att locka till sig parningsvilliga ungdrottningar.
Arten flyger mellan juni och november (tidigare start i södra delen av utbredningsområdet) och besöker blommande växter från flera familjer, bland andra korgblommiga växter (astrar, tistlar, gullrissläktet, solhattar och solrosor), ärtväxter (klövrar), samt kransblommiga växter (anisisopar). 
Habitatet för värdarten (Bombus pensylvanicus), och därmed även för denna art, utgörs av öppna fält och gräsmarker.
Arten är numera mycket ovanlig, den har minskat sedan 1920-talet, och är rödlistad av IUCN som akut hotad (CR). Främsta hoten är habitatförlust, bekämpningsmedel, smitta från kommersiellt uppfödda pollinerare (andra bin), konkurrens från främmande, införda bin, den globala uppvärmningen och inavel på grund av den extremt lilla populationen.

## Utbredning
Bombus variabilis har påträffats i Quebec i Kanada, i USA med spridda förekomster i de sydöstra delarna över Mellanvästra USA till södra Texas och södra Arizona och i sydöstra Mexiko, där den främst finns i Chiapas, samt i Guatemala. Arten är troligtvis utdöd i Kanada och USA, där den bara har setts några få gånger sedan 1995.